# Nemes Tibor
Nemes Tibor (Marosvásárhely, 1997. szeptember 22. ) magyar színész, énekes és dalszerző.

## Életpályája
Iskolai tanulmányait a marosvásárhelyi Művészeti Líceumban végezte nagybőgő- fő és zongora mellékszakon (2004-2016). Winand Gábor tanítványaként elvégezte Budapesten az Etűd Jazz Konzervatóriumot jazzének szakon (2016-2018), majd egy évig a Budapesti Operettszínház stúdiójában tanult (2018-2019). 2019-ben felvételt nyert a budapesti Színház- és Filmművészeti Egyetemre, ahol 2024-ben diplomázott Novák Eszter színházrendező és Selmeczi György zeneszerző osztályában.
Színházi-szakmai gyakorlatát a Vígszínházban, az Örkény István Színházban, a Szegedi Nemzeti Színházban, az Ódry Színpadon és a Budapesti Operettszínházban töltötte.  
2024 augusztusában meghívást kapott élete első észak-amerikai, kanadai turnéjára, ahol összesen 3 koncertet adott: Ottawaban és Montréalban.
2024 novemberében  kilenc társával együtt megalapította a Nemes Kulturális Egyesületet, amelynek célja lemezek és hangoskönyvek kiadása, fellépések, előadások és koncertek szervezése, valamint hátrányos helyzetű erdélyi és magyarországi gyermekek zenei és színházi nevelésének támogatása.
2024 decemberében élete első szóló karácsonyi koncertjét szülővárosában a marosvásárhelyi Kultúrpalotában tartotta. A nagy érdeklődés miatt az előadást meg kellett duplázni, mivel az 1300 jegy mindössze egy nap alatt elfogyott. Adventi nagykoncertjén a színpadon két gyerekkori legjobb barátja, Máthé Péter (zongora) és Simó Péter (nagybőgő) kísérte. 2024-ben összesen 140 koncertet és előadást adott.
Jelenleg szabadúszó színművészként a Budapesti Operettszínházban, a Vígszínházban és a Pécsi Nemzeti Színházban játszik, valamint doktori tanulmányait folytatja a Marosvásárhelyi Művészeti Egyetemen Jákfalvi Magdolna színháztörténész vezetésével
Menyasszonya Mikita Dorka Júlia színésznő.

## Színházi szerepei

#### Operák és operettek
●       Hazám, hazám (Bánk bán opera) – Szerep: Ottó herceg | Rendező: Fejes Szabolcs | Helyszín: Pécsi Nemzeti Színház | Bemutató: 2024.12.08.
●       Bánk bán bábopera – Szerep: Bánk | Rendező: Fejes Szabolcs | Helyszín: Eiffel Műhelyház, Hevesi Terem, Budapest
●       Ábrahám Pál: Bál a Savoyban – Szerep: Figaro | Rendező: Forgács Péter, Novák Eszter
●       Lehár Ferenc: A víg özvegy – Szerep: Saint Brouch | Rendező: Forgács Péter, Novák Eszter
●       Jacques Offenbach: Szép Heléna (operett) – Szerep: Homérosz | Rendező: Forgács Péter, Novák Eszter
●       Johann Strauss: A cigánybáró (daljáték) – Szerep: Barinkay | Rendező: Forgács Péter, Novák Eszter
●       Csókos asszony (operett) – Szerep: Dorozsmai Pista | Rendező: Kovács Gábor Dénes
●       Selmeczi György: Szent Vitus ősopera – Szerep: Császár
Musicalek
●       Monte Cristo grófja – Szerep: Ifjú Edmond Dantes | Rendező: Vincze Balázs | Helyszín: Budapesti Operettszínház | Bemutató: 2024.10.04.
●       Bánk bán (Liszt Intézet, London) – Szerep: Bánk | Rendező: Fejes Szabolcs | Bemutató: 2024.07.09.
●       István, a király (rockopera) – Szerep: István | Rendező: Székely Kriszta | Helyszín: Budapesti Operettszínház | Bemutató: 2024.05.24.
●       Carmen – Szerep: Jose Rivera | Rendező: Homonnay Zsolt | Helyszín: Budapesti Operettszínház
●       Pinokkió – Szerep: Artúrka | Rendező: Keresztes Tamás | Helyszín: Vígszínház
●       Valahol Európában (musical) – Szerep: Hosszú | Rendező: Korpos András
●       Pál utcai fiúk – Szerep: Weisz | Rendező: Marton László
●       Eisemann Mihály: Egy csók és más semmi – Szerep: Péter (táncos komikus) | Rendező: Juronics Tamás
●       Selmeczi György: A három testőr – Szerep: Aramis
●       Molnár Ferenc: Liliom – Szerep: Túlvilági detektív | Rendező: Pesti Nagy Kati
●       Carousel – Szerep: Liliom kisfiú | Rendező: Béres Attila

#### Prózai előadások
●       AZ – Szerep: Richie Toozier | Rendező: Sas Zoltán | Helyszín: Színház- és Filmművészeti Egyetem
●       Nő a nőtől óvakodj – Szerep: Bíboros | Rendező: Koltai M. Gábor | Helyszín: Ódry Színpad
●       Molnár Ferenc: Liliom – Szerep: Mihály angyal, Túlvilági detektív | Rendező: Kovács D. Dániel
●       Jean Genet: A balkon – Szerep: Rendőrfőnök | Rendező: Zsótér Sándor
●       Georges Feydeau: A hülyéje – Szerep: Ernest Babillon | Rendező: Novák Eszter, Porogi Dorka, Koltai M. Gábor, Forgács Péter
●       Edward Bond: Kint vagyunk a vízből – Szerep: Len | Rendező: Porogi Dorka, Koltai M. Gábor, Novák Eszter
●       Nők iskolája – Szerep: Horace | Rendező: Angyal Márta
●       Ady – Rendező: Kovács Gábor Dénes
●       Karinthy Frigyes: Tanár úr kérem – Rendező: Kovács Gábor Dénes
●       Viharban született Deneris – Rendező: Homonnay Zsolt
Koncertszínházi előadások

#### ●Advent– Koncertszínházi előadás | Rendező: Nemes Tibor | Helyszín: Marosvásárhelyi Filharmónia, Kultúrpalota | Időpont: 2024.12.22.
●       HŐSEINK – Koncertszínházi előadás | Rendező: Novák Péter
●       Híres templomi áriák – Rendező: György Levente
●       Március Idusán - Sergő zenekar
●       Népemért vállalom (rockoratórium) – Szerep: Márton Áron

## Zenei karrier
Már tinédzserként zenekart alapított Vecker néven, melynek frontembereként több mint 100 koncerten vett részt. 2017-ben megnyerték a Legszebb Erdélyi Magyar Dal versenyt a Pillantás című dalukkal. Első önálló nagylemeze 2022 -ben jelent meg Naptemető címmel.

### Lemezek
- Álom – Művészkuckó – NépiMusical (2021)
- Naptemető – Szóló nagylemez (2022)
- Március idusán – Sergő zenekar (2023)

## Interjúk

### 🇭🇺 Magyarországi interjúk
https://kultura.hu/csak-a-szabad-letnek-van-ertelme-de-ehhez-nagyon-sok-kuzdelmen-keresztulvezet-ut
https://fidelio.hu/zenes-szinhaz/az-emberekben-vagyok-otthon-interju-nemes-tiborral-180848.html
https://musicalinfo.hu/a_csitari_hegyektol_az_o_sole_mioig_6142
https://operett.hu/tarsulat/nemes-tibor-eh-szfe-1640
https://broadway.hu/eloadok/nemes-tibor-18620/
https://www.szinhaz.szeged.hu/aktualis/nem-csak-szorakozni-hanem-szorakoztatni-is-szeretnek-interju-nemes-tiborral
https://story.hu/napi-friss/2024/03/21/kiderult-ki-valtja-az-operettszinhaz-kirugott-szineszet/
https://colore.hu/szelavi/kultura/sandor-peter-utan-nemes-tibor-uj-istvan-kiraly/
https://szfe.hu/hallgatok/nemes-tibor/
https://www.szinhaz.szeged.hu/tarsulat/nemes-tibor
https://f21.hu/portre/a-szinpadon-allasnak-soha-nincsen-penz-szaga-nemes-tibor-portre/

### 🇷🇴 Romániai interjúk
https://www.vasarhely.ma/nemes-tibor-a-kulturpalota-szinpadan/
https://www.zi-de-zi.ro/2023/11/09/program-special-cu-surprize-la-balul-palatului-2023/
https://kronikaonline.ro/szines/ba-szinhaz-a-pillanat-muveszeter-n-a-marosvasarhelyi-szinpadoktol-a-magyarorszagi-teatrumokig-megelt-tapasztalatait-osztotta-meg
https://www.vasarhely.ma/az-almomat-elem-beszelgetes-nemes-tibor-szinesz-enekessel/
https://www.e-nepujsag.ro/articles/marosvasarhelyrol-a-budapesti-operettszinhaz-szinpadaig#
https://liget.ro/studio/felnovekvo-gyerekzenekar-dijaztak-a-vecker-dalat
https://morfondir.ro/nemes-tibor-a-zene-a-minden/

### 🌍 Nemzetközi interjúk
https://accentmontreal.com/spectacol-cu-muzicianul-si-actorul-tibor-nemes-la-biserica-sf-pantelimon-din-saint-eustache/
https://www.mrtv.ca/2024-sep-08-the-extraordinary-concert-the-land-of-the-smile-of-the-star-of-the-budapest-operetta-theatre-nemes-tibor/
https://accentmontreal.com/tag/tibor-nemes/
https://www.linkedin.com/posts/vania-atudorei-447b1351_an-extraordinary-concert-the-famous-tenor-activity-7232186401172123649-UM1B
https://omh-ohcc.ca/hu/events/nemes-tibor-jotekonysagi-koncert/
https://www.mrtv.ca/2024-09-08-concert-extraordinar-tara-surasului-al-starului-teatrului-de-operata-din-budapesta-tibor-nemes/

### 📺 YouTube és Rádió interjúk
https://www.youtube.com/watch?v=vrRD9LPiZWA&list=PLoDJQm9imVAUxsqd-j1JnRExnIrtJWdX9
https://www.youtube.com/watch?v=6JDdfi6gU50&list=PLoDJQm9imVAUxsqd-j1JnRExnIrtJWdX9&index=2
https://www.youtube.com/watch?v=mTtJvYHSKsg&list=PLoDJQm9imVAUxsqd-j1JnRExnIrtJWdX9&index=3
https://www.youtube.com/watch?v=vWz84Dk40OA&list=PLoDJQm9imVAUxsqd-j1JnRExnIrtJWdX9&index=4
https://www.youtube.com/watch?v=EYZ3t6fDZpM&list=PLoDJQm9imVAUxsqd-j1JnRExnIrtJWdX9&index=5
https://www.youtube.com/watch?v=RaRPW4ZX_zg&list=PLoDJQm9imVAUxsqd-j1JnRExnIrtJWdX9&index=6
https://www.youtube.com/watch?v=S-jrYU7GsTY&list=PLoDJQm9imVAUqgyEas9jf8qZucGipFvwd&index=12
https://www.youtube.com/watch?v=wmYnCcBZc0M&t=2s
https://www.youtube.com/watch?v=lYivpL8l6T4
https://www.youtube.com/watch?v=j2LxuVh77-Y&t=3s
https://www.youtube.com/watch?v=Cuu3w191ZD0
https://www.youtube.com/watch?v=_fWzC37-zYU
https://www.youtube.com/watch?v=F4LLNUYKczU
https://www.youtube.com/watch?v=KIps9Ru97X8
https://www.youtube.com/watch?v=wyxA5zJ7wFw
https://www.youtube.com/watch?v=tKdwfKOVSWg
https://www.youtube.com/watch?v=BstGM1ZqKyo
https://www.youtube.com/watch?v=6fezpamQaIo
https://www.youtube.com/watch?v=KplcqQxiUK0
https://youtu.be/2JVRv_sr-LA?si=T4vn8Co_gPOMEnsm
https://www.youtube.com/watch?v=_OhWEYQjqXA
https://www.vasarhely.ma/nemes-tibor-a-kulturpalota-szinpadan/
https://www.marosvasarhelyiradio.ro/hirek/nemes-tibor-a-sajat-almom-elem1/
https://youtu.be/G9gJdHnmO28?si=xmPHW_NRO-hhd7SW